# Hetephernebtej
Hetephernebtej byla starověká egyptská královna a jediná známá manželka faraona Džosera. Hetephernebtej a Džoserova dcera Inetkaes jsou zmíněni na stéle, která byla objevena u Džoserovy stupňovité pyramidy v Sakkáře a na reliéfu v Heliopolisu. Mimo jiné je jedním z jejích titulů „Dcera krále“, mohla být dcerou faraona Chasechemueje a tedy Džoserovou poloviční sestrou. Pokud byla její matka Nimaathap, mohla být jeho úplnou sestrou.